# Guillem I de Normandia
Guillem I de Normandia (900/905 – 17 de desembre de 942), dit Guillem Espasa-llarga (en francès: Guillaume Longue-Épée, en llatí: Willermus Longa Spata, nòrdic: Vilhjálmr Langaspjót), va ser el segon governant de Normandia des del 927 fins al seu assassinat el 942.
Va néixer vers els anys 900/905, fill del viking Rol·ló i la seva esposa Poppa de Bayeux, i va ser batejat cristià. Quan va abdicar el seu pare el 927 va succeir-lo al govern de Normandia (Guillem feia servir el títol de comte (comes). El rang de duc (dux) va ser aplicat amb posterioritat).
Segons algunes fonts, als inicis del seu govern va haver de fer front a una rebel·lió per part de vassalls normands que creien que s'havia tornat massa gal·licitzat.
El 933 conquerí les Illes Anglonormandes, que incorporà al ducat de Normandia. El 939 va entrar en guerra amb el comte Arnulf I de Flandes. Va ser assassinat a traïció per homes d'Arnulf quan aquest l'havia citat a Montreuil per negociar el final del conflicte. Va ser succeït pel seu fill Ricard.

## Núpcies i descendents
La primera esposa de Guillem va ser Sprota, d'ascendència Bretona. Van ser pares de l'únic fill de Guillem:
- Ricard (933-996), dit el Sense Por, succeí el seu pare al ducat de Normandia com a Ricard I.

En segones núpcies es va casar amb Luitgarda de Vermandois, filla del comte Herbert II de Vermandois. No van tenir descendència.